# Rembrandt (Iowa)
Rembrandt è un comune degli Stati Uniti d'America, situato nello Stato dell'Iowa, nella contea di Buena Vista.